# Carlos Ortiz (boxeador)
Carlos Ortiz (Ponce, Puerto Rico, 9 de septiembre de 1936 - Nueva York, 13 de junio de 2022) fue un boxeador ganador de tres títulos mundiales de peso ligero. Es considerado entre los mejores boxeadores de Puerto Rico por analistas y periódicos de deportes, entre los que destacan Félix Trinidad, Miguel Cotto, Wilfredo Gómez, Héctor Camacho y Wilfred Benitez. En enero de 2018 Ortiz tiene el récord de más peleas ganadas para unificación del título en la historia del boxeo con 10
 En 1991, Ortiz fue incluido en el Salón de la Fama del Boxeo Internacional. En 2002, Ortiz fue votado por la revista The Ring como el sexagésimo mejor luchador de los últimos 80 años. Actualmente ocupa el puesto 21 en el ranking BoxRec de los mejores boxeadores libra por libra de todos los tiempos.

## Biografía
Nacido en Ponce, Puerto Rico. Se muda a Nueva York antes de iniciar su vida profesional. Fue el segundo boxeador boricua que gana un campeonato mundial de boxeo. Su primera corona la gana el 12 de junio de 1959, denominada junior welters, la consigue al derrotar en dos asaltos al norteamericano Kenny Lane por nocaut técnico en el Madison Square Garden. Luego bajó a la categoría de peso ligero coronándose campeón el 21 de abril de 1962 al derrotar por puntos en quince vueltas al estadounidense Joe Brown en un combate en Las Vegas. Durante su quinta defensa perdió la corona mundial en Panamá ante el panameño Ismael Laguna, recuperándola siete meses después en una revancha en San Juan, Puerto Rico.
En total acumuló 62 victorias en 70 combates como profesional. Perdió en 7 ocasiones y empató una vez. Se retiró del boxeo el 20 de septiembre de 1972 luego de perder contra el inglés Ken Buchanan. En 1991 entró al Salón de la Fama del Boxeo.

### Campeón mundial de peso wélter junior
Se enfrentó a Kenny Lane por el título mundial vacante de peso wélter Jr., en Nueva York la noche del 12 de junio de 1959. Lane había propinado su segunda derrota meses antes, ganando una decisión de diez asaltos sobre Ortiz en Florida. Esta vez, Carlos se convirtió en el campeón mundial de peso wélter junior, con un nocaut técnico de Lane al final del segundo asalto. Se había convertido en el primer campeón mundial de boxeo puertorriqueño desde Sixto Escobar más de treinta años antes, y solo el segundo campeón mundial de boxeo puertorriqueño en la historia. Desafortunadamente para él, no se le estaba dando mucha importancia a esa división en ese momento, ya que el título de esa división había estado vacante durante trece años. Pero Carlos Ortiz defendió su título dos veces, noqueando al respetado y hasta entonces invicto pegador mexicano Raymundo ''Battling'' Torres en la casa de Torres en Los Ángeles, California, y venciendo a Duilio Loi en quince asaltos por decisión en San Francisco, California.
Su siguiente pelea fue una revancha con Loi, y Ortiz se fue a Milán, Italia para defender su corona. Esta vez, fue el turno de Loi de convertirse en campeón mundial, ganando por decisión en quince asaltos.
Después de otra victoria, viajó a Milán una vez más y se enfrentó a Loi en una pelea emotiva. Esta vez, perdió de nuevo, por decisión de quince asaltos.

### Campeón del mundo de peso ligero
En lugar de subir de peso, como lo han hecho la mayoría de los boxeadores a lo largo de la historia después de perder el título en su división original, bajó de peso y desafió al campeón mundial Joe Brown (también miembro del Salón de la Fama del Boxeo Internacional). Ganó una decisión en quince asaltos sobre Brown el 21 de abril de 1962 en Las Vegas, Nevada, para ganar su segundo título mundial, esta vez en su segunda división de campeonato. Ortiz defendió con un nocaut en 5 asaltos sobre Teruo Kosaka en Tokio, Japón antes de hacer su debut en Puerto Rico, con una victoria por nocaut en trece asaltos sobre Doug Valiant para retener su título el 7 de abril de 1963 en San Juan, Puerto Rico.
Le siguió una victoria por nocaut en catorce asaltos sobre otro miembro del Salón de la Fama, Gabriel Elorde, apodado Flash en Filipinas y luego una revancha con Lane, esta vez retuvo su título mundial de peso ligero con una decisión de quince asaltos en San Juan, Puerto Rico. Pero en 1965 fue a Panamá y peleó contra otro miembro del Salón de la Fama del Boxeo Internacional, Ismael Laguna, quien lo derrotó en quince asaltos para reclamar el título mundial de peso ligero de Ortiz. Siguió una revancha en San Juan, y Ortiz recuperó el título mundial de peso ligero venciendo a Laguna por una decisión de quince asaltos también.
En 1966, empató con el campeón mundial de peso wélter junior, el argentino  Nicolino Locche en un combate de diez asaltos sin título de por medio, en Argentina y retuvo su título contra Johnny Bizarro (KO en 12 en Pittsburgh), el cubano-mexicano  Ultiminio Ramos apodado Sugar (otro miembro del Salón de la Fama del Boxeo Internacional, por KO en cinco asaltos en la Ciudad de México) y el filipino Flash Elorde, también por KO en catorce en una revancha en Nueva York. La pelea de Ramos resultó polémica, porque el presidente del CMB proclamó en un principio que el puñetazo con el que Ortiz había derrotado a Ramos había sido ilegal, pero luego lo reconsideró y le dio a Ortiz el título, y la victoria por nocaut, de regreso, con la condición de que se pelee una revancha en el futuro.
Y así llegó 1967, el y Ramos se volvieron a encontrar, esta vez en San Juan. Ortiz retuvo el título por nocaut en cuatro asaltos, y esta vez el combate transcurrió sin controversias. Luego, él y Laguna pelearon por tercera vez, y Ortiz retuvo su título por decisión en quince asaltos en Nueva York.

### Carrera posterior
El 29 de junio de 1968 resultó ser el último día de Ortiz como campeón mundial, ya que perdió su título mundial de peso ligero ante el dominicano Carlos Cruz en una decisión de 15 asaltos en República Dominicana. Ortiz siguió luchando, pero nunca tuvo otra oportunidad de ganar un título mundial. Se retiró después de perder en el Madison Square Garden por nocaut en 6 rondas ante Ken Buchanan. Fue la única vez que lo detuvieron en su carrera. Su récord final fue de 61 victorias, siete derrotas y un empate, con una pelea declarada sin concurso y treinta victorias por nocaut.
Ortiz también es miembro del Salón de la Fama del Boxeo Internacional y siempre le gusta tomarse fotos con sus fanáticos y firmarles autógrafos.

### Fallecimiento
Falleció el 13 de junio de 2022 a los 85 años de edad.